# 埃科约
埃科约（法語：Écoyeux，法語發音：[ekɔjø]）是法国滨海夏朗德省的一个市镇，位于该省东部，属于桑特区。

## 地理
埃科约（45°49'19"N, 0°30'26"W）面积20.34 平方千米，位于法国新阿基坦大区滨海夏朗德省，该省份为法国西部滨海省份，北起旺代省，西临大西洋，南至吉倫特省，东南接多爾多涅省，东北接德塞夫勒省接壤，东临夏朗德省。
与埃科约接壤的市镇（或旧市镇、城区）包括：贝尔克卢、布里藏堡、勒杜埃、楠蒂耶、圣塞赛尔、韦内朗、圣伊莱尔-德维勒弗朗什。

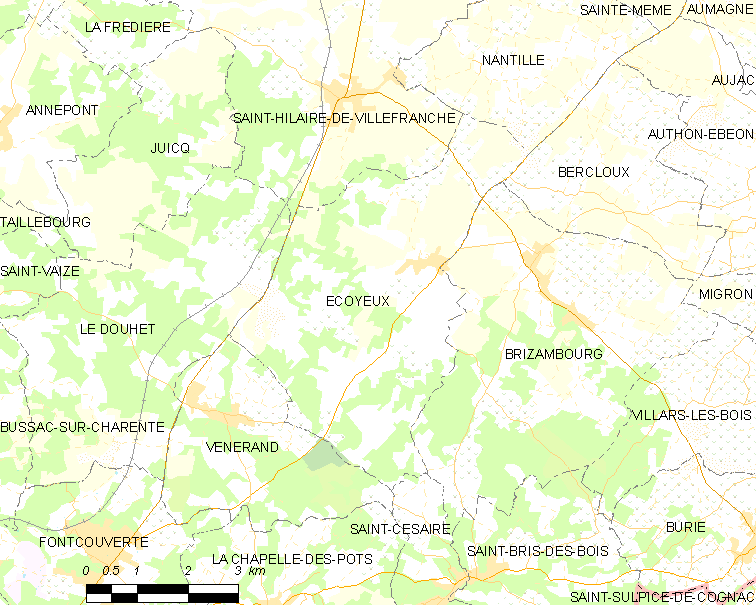
埃科约的OSM定位图

埃科约的时区为UTC+01:00、UTC+02:00（夏令时）。

## 行政
埃科约的邮政编码为17770，INSEE市镇编码为17147。

## 政治
埃科约所属的省级选区为沙尼耶县。

## 人口

1962-2008年间埃科约人口变化图示

埃科约于2022年1月1日时的人口数量为1380人。